# Dyckesville
Dyckesville es un lugar designado por el censo ubicado en el condado de Brown en el estado estadounidense de Wisconsin. En el Censo de 2010 tenía una población de 538 habitantes y una densidad poblacional de 199,54 personas por km².

## Geografía
Dyckesville se encuentra ubicado en las coordenadas 44°38′26″N 87°45′55″O / 44.64056, -87.76528. Según la Oficina del Censo de los Estados Unidos, Dyckesville tiene una superficie total de 2.7 km², de la cual 2.7 km² corresponden a tierra firme y (0%) 0 km² es agua.

## Demografía
Según el censo de 2010, había 538 personas residiendo en Dyckesville. La densidad de población era de 199,54 hab./km². De los 538 habitantes, Dyckesville estaba compuesto por el 96.84% blancos, el 0% eran afroamericanos, el 0.74% eran amerindios, el 0.19% eran asiáticos, el 0% eran isleños del Pacífico, el 0.74% eran de otras razas y el 1.49% pertenecían a dos o más razas. Del total de la población el 2.97% eran hispanos o latinos de cualquier raza.